# Монастириська (гміна)
Гміна Монастириська — сільська гміна у Бучацькому повіті Тернопільського воєводства Другої Речі Посполитої. Адміністративним центром ґміни було місто Монастириська, яке також утворювало окрему міську гміну.
Гміна утворена 1 серпня 1934 року в рамках реформи на підставі нового закону про самоврядування (23 березня 1933 року).
Площа гміни — 112,86 км²

Кількість житлових будинків — 2001

Кількість мешканців — 10782
Нову гміну було створено на основі гмін: Дубенка, Нова Гута, Стара Гута (в радянський час приєднане до Завадівки), Комарівка, Коростятин (з 1978 року Криниця), Ковалівка, Олеша, Савелівка, Горішня Слобідка, Долішня Слобідка (хутір приєднаний до села Дубенка), Велеснів, Вичулки (з 1946 року Гончарівка)